# Home cinema

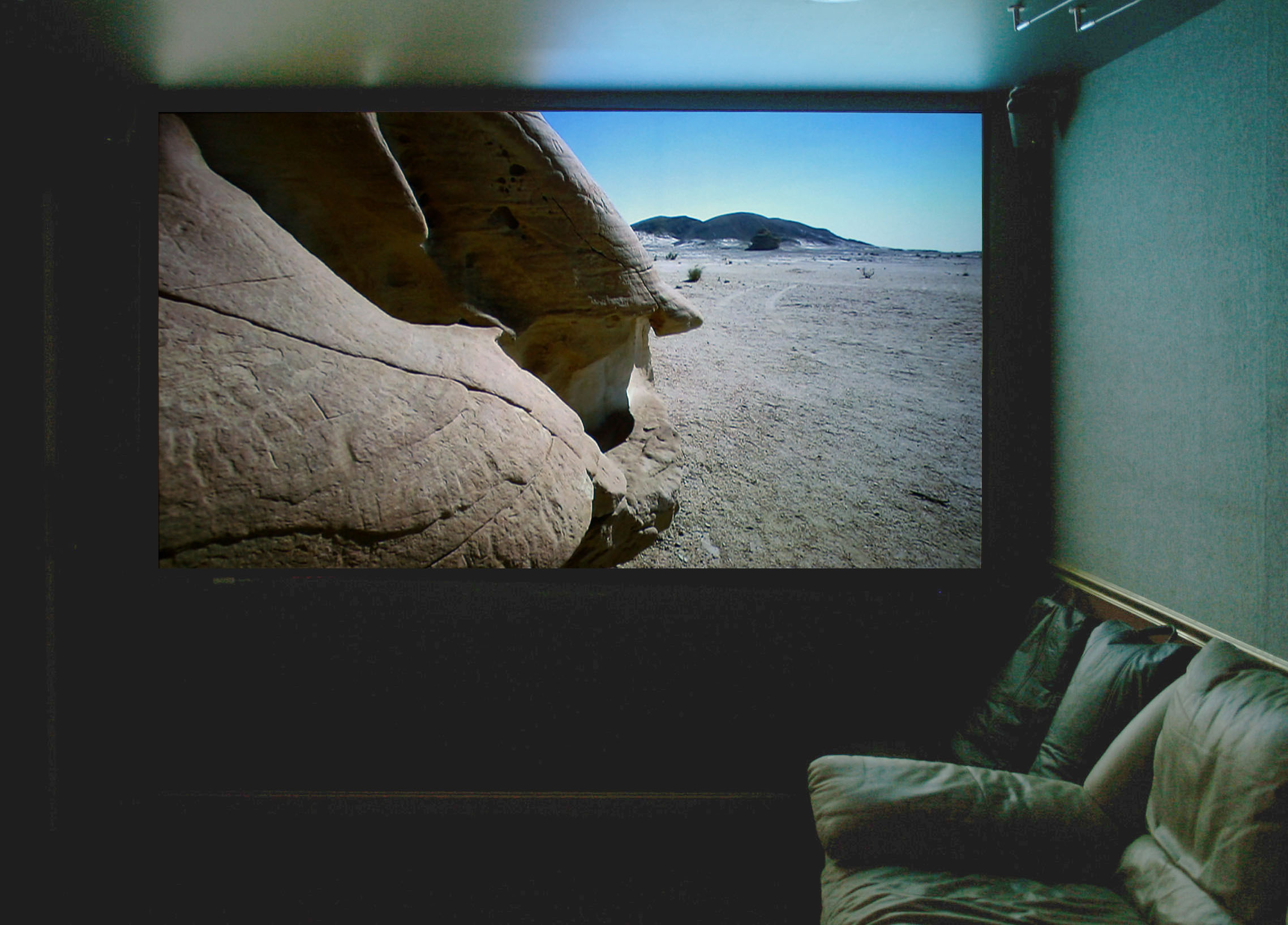
Exemple d'une installation home cinéma.

Le home cinéma, cinéma à domicile, cinédom, cinéma à la maison ou, au Canada, cinéma maison, désigne l'ensemble des équipements et installations permettant au particulier de bénéficier d'un confort sonore et visuel similaire à celui d'une salle de cinéma. La dénomination s'inspire de l'anglais américain « home theater ». Par extension, le dispositif permet de valoriser l'utilisation complémentaire de diverses sources audiovisuelles comme le DVD, le Blu-ray ainsi que les jeux vidéo. Cette désignation ne relève pas d'une norme technique mais d'une formulation marketing employée par la presse, les marques, les fabricants et les distributeurs spécialisés.
Un ensemble « home cinéma » est censé procurer un meilleur confort et des sensations acoustiques et visuelles plus spectaculaires. Alors que les normes sonores portant sur le principe de Haute Fidélité exigent de tendre vers une certaine perfection, le « home cinéma » est principalement basé sur le traitement psycho-acoustique et de certains effets visuels. Ainsi, les dispositifs de visualisation tels que téléviseur, vidéoprojecteur ou rétroprojecteur ne se limitent pas à une amélioration de la résolution des images, comme la haute définition mais intègrent des effets complémentaires tels que la stéréoscopie 3D, les effets surround ou le traitement numérique de l'image par des logiciels.
Cette formule est utilisée pour décrire un ensemble de premier niveau comprenant un téléviseur associé à un système acoustique avec au moins quatre enceintes. En Europe, les détaillants de produits haute fidélité nomment souvent home cinéma certains ensembles audio avec amplificateur et séries d'enceintes associées. Depuis les années 2000, le home cinéma ne se limite plus à l'unique projection de films de cinéma mais concerne également la projection de la télévision HD, les signaux provenant des consoles de jeux ou de box Internet multimédias. La traditionnelle salle spécialisée située dans une partie de l'habitation est de plus en plus remplacée par un équipement installé dans le salon, permettant de profiter d'un très grand écran, directement dans la pièce à vivre, en famille ou entre amis.

## Dénominations
L'expression équivalente d'origine américaine est home theater mais est peu utilisée dans les pays francophones, puisque theater signifie salle de spectacle ou de cinema, est un faux-ami en français. Calquée sur l'anglais, l'expression home cinema signifie littéralement « cinéma chez soi » (parfois abrégé en « ciné chez soi »), « cinéma d'intérieur » ; son orthographe est parfois francisée en home cinéma ou home-cinéma.
En France, la Commission générale de terminologie et de néologie propose d'utiliser « cinéma à domicile » ou « cinédom », contraction du précédent terme,,.
Au Québec comme au Canada francophone, le terme « cinéma maison » est employé, dénomination également recommandée par l'Office québécois de la langue française.

## Les différents éléments
La réalisation d'une telle installation ne fait pas obligatoirement appel aux meilleurs appareils audio et vidéo mais à une combinaison d'équipements et dispositifs, d'autant plus que la projection de la télévision ou des consoles de jeux sur grand écran rend caduc le recours traditionnel à une pièce spéciale.
Le principe est d'avoir une ou plusieurs sources qui alimentent 2 chaînes de traitement : une chaîne audio et une chaîne vidéo.
Peuvent ensuite s'ajouter à cela des éléments de gestion plus ou moins élaborés, de la simple télécommande pour piloter les appareils au système domotique complet (réglant par exemple l'éclairage de la pièce ou sa température)

### Source
Certaines sources ne proposent pas des contenus compatibles home cinema en permanence : films anciens, copie monophonique, mixage stéréo incompatible, etc.
- Démodulateur de Télévision Numérique par Satellite
- Démodulateur Télévision Numérique Terrestre TNT de simple résolution ou TVHD.
- Lecteur de DVD
- Lecteur Blu-ray
- Numériscope
- Box (Internet) ou terminal multimédias via réseau xDSL
- Console de jeux vidéo
- Lecteur de DIVX
- Lecteur de film haute définition
- Micro ordinateur Multimédia ou HTPC
- Magnétoscope (VHS et SVHS…)
- Lecteur de CD

### Audio
Un ensemble audio home cinéma comprend obligatoirement un système de décodage audio multicanal, une amplification multi-voies (autant que de canaux) et un certain nombre d'enceintes acoustiques.
Il est très fréquent que le système de décodage audio et l'amplification soient concentrés dans le même appareil.
Les formats audio possible que le système devra être capable de décoder sont : Stéréo, Dolby Pro Logic, Dolby Pro Logic 2, Dolby Digital, LC Concept, DTS, SDDS, Dolby TrueHD, DTS HD
Un ensemble audio home cinema est au minimum 5.1, c'est-à-dire composé de 5 enceintes plus un caisson de basse ou subwoofer.
Les cinq enceintes se répartissent de la façon suivante :
- deux enceintes avant pour le son principal ;
- une enceinte centrale pour les dialogues ;
- deux enceintes arrière pour les effets sonores ;
- le caisson de basse pour reproduire les sons graves et infra-graves.

Peuvent s'y ajouter des enceintes complémentaires en option ou incluses, selon les configurations et les marques :
- deux enceintes arrière supplémentaires ;
- deux enceintes latérales.

Dans les configurations les plus simples, un tel ensemble est remplacé par une barre de son.

### Vidéo
Sur le même modèle que l'Audio, la partie Vidéo d'une installation est composé d'une unité décodage et de traitement vidéo et d'un diffuseur.
La partie décodage et traitement va réaliser un certain nombre d'opération dont une mise à l'échelle ou upscaling pour être compatible avec la capacité du diffuseur (ex : si le signal est issu d'un DVD de résolution 720×576, il est converti en 1920x1080 avant d'être envoyé vers un diffuseur dit Haute-Définition). Ce décodage peut être fait par un équipement spécial (on parle en général de scaler), il peut aussi être fait par l'amplificateur audio (liaison HDMI par laquelle transite à la fois l'image et le son) et en dernier lieu sera faite par le diffuseur lui-même si le signal n'a pas été traité avant.
Le diffuseur le plus classique est une télévision à écran plat de type écran LCD ou écran plasma. Pour une vraie immersion dans l'image et une sensation plus cinéma, les installations Home-Cinéma les plus haut de gamme utilisent un projecteur vidéo (full HD) qui envoie l'image sur un écran de toile du même type que ce qu'on trouve dans les salles de cinéma. Historiquement, les écrans se déroulaient du plafond, mais avaient tendance à gondoler à l'usage. L'idéal est un écran fixe dans une salle spéciale, mais ceci nécessite de la place et il n'est guère convivial de s'isoler pour regarder la télévision sur grand écran, les matchs télévisés, ou les jeux vidéo.

### Automatisme
Certains ensembles home cinema permettent de piloter des appareils et dispositifs en liaison directe, via leur système logiciel intégré.

## Consommation
L'apparition des écrans LED marque une tendance à la baisse de la consommation électrique par rapport aux technologies des écrans à plasma.

### Consommation en mode veille
Depuis 2013, un large éventail d’appareils électroménager ne doit pas consommer plus de 0,5 watt en mode veille ou arrêt.Ce qui donne une consommation annuelle de moins de 4,5 kWh. Au prix de 17,4 centimes le kilowattheure sur l'offre de base d'EDF en septembre 2022, cela représente moins de 79 centimes par an.

## Évolution
En France, le cinéma à domicile est aujourd'hui le premier mode de consommation des films avec les plateformes numériques et devant les salles de cinéma.
L'acteur et réalisateur Mathieu Kassovitz estime en 2020, lors de la pandémie de Covid que la qualité home cinéma dépasserait désormais celle du parc des salles de cinéma en dehors des lieux de référence cinématographiques : tels que la Cinémathèque française, les ciné-clubs, les salles de vision privée et auditoriums de mixage.

### Référence bibliographique
- Philippe Binant, « Éléments d'histoire du cinéma numérique », La Lettre, no 177,‎ mai 2021, p. 42-44 (lire en ligne, consulté le 27 avril 2023).